# Kancabal (Motul)
Kancabal es una localidad, comisaría del municipio de Motul en el estado de Yucatán localizado en el sureste de México. kancabal significa "ciruela de tierra roja".

## Toponimia
El nombre (Kancabal) proviene del idioma maya.

## Demografía
Según el censo de 2005 realizado por el INEGI, la población de la localidad era de 479 habitantes, de los cuales 237 eran hombres y 242 eran mujeres.
| 0                           | 8 | 79 | 101 | 92 | 110 | 146 | 204 | 244 | 360 | 468 | 484 | 479 |
| (Fuente: INEGI [Consultar]) |   |    |     |    |     |     |     |     |     |     |     |     |

## Galería

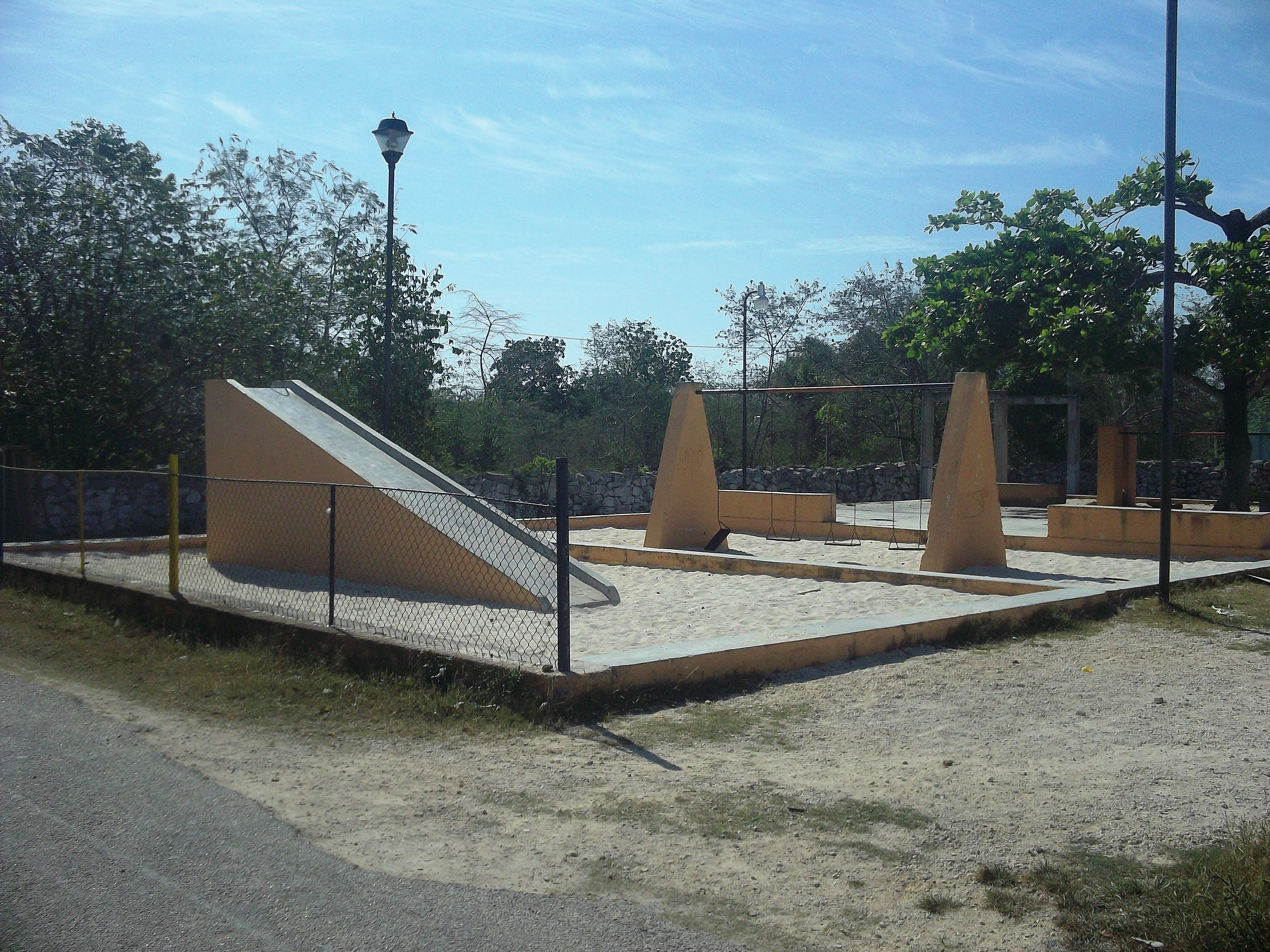
Parque de Kancabal.